# Lemmings 2: The Tribes
Lemmings 2: The Tribes − игра-головоломка, выпущенная в 1993 году, продолжение Lemmings. Как и оригинал, игра была разработана DMA Design и издана Psygnosis. Геймплей остался, в основном, таким же как в оригинальной игре — игрок должен привести определённое количество леммингов к их выходу, давая им соответствующие «навыки».

## Сюжет
В игре есть вступительная сцена, объясняющая сюжетную линию. Когда-то давно двенадцать племён леммингов жили радостно и мирно. Тем не менее, древнее пророчество предвещало великую тьму, которая покроет остров. Это пророчество говорит, что единственный способ, с помощью которого лемминги смогут выжить — это покинуть свой остров, используя силу Талисмана леммингов. Этот талисман состоит из двенадцати частей, принадлежащих каждому племени. С помощью Руководства, которое помогло им раньше (имея в виду игрока в предыдущей игре), все лемминги должны теперь достигнуть центральной точки своего острова, чтобы избежать гибели.

## Игровой процесс
В Lemmings 2 всего доступен 51 навык (хотя на каждом уровне доступно не более восьми), когда как в оригинальной игре их было 8 . Некоторые навыки похожи на оригинальные (например, копать и строить), в то время как другие — новые (например, несколько лётных навыков). Один навык, «attractor», заставит лемминга играть на музыкальном инструменте, а близлежащие лемминги перестанут ходить и станут танцевать. Инструмент и танцы различаются у разных племён.
Также был добавлен режим практики. В этом режиме можно выбрать любой тип навыков, чтобы игрок мог экспериментировать с ними. Существует выбор из четырёх разных уровней практики. Всего есть 120 уровней, но в этой игре они делятся на десять уровней для каждого из двенадцати племён. Уровни каждого племени можно запускать в любое время, а прогресс можно сохранить из главного меню. Игрок начинает с 60 леммингами для каждого племени, но только одному леммингу нужно добраться до выхода, чтобы перейти на следующий уровень. Затем будет сохранена сумма, оставшаяся на предыдущем уровне. Поскольку некоторые уровни могут потребовать нескольких леммингов для завершения, игроку, возможно, придётся переиграть более ранний уровень, чтобы сохранить больше леммингов для следующих.
Игрок будет награждён бронзовой, серебряной или золотой медалью, в зависимости от того, сколько леммингов дойдут до конца уровня. От этого также зависит тип части талисмана, полученного после завершения всех уровней племени.

## Разработка
Майк Дейли, программист DMA Design, сравнивал Lemmings 2 с его предшественником в 2015 году: «Lemmings 2 был другим зверем, технология была намного сложнее, но это помогло нам в том, чтобы сделать консольные версии намного лучше. Я думаю, что в игре было слишком много навыков, но основная технология была отличной. Мне была дана версия на SNES, и это была одна из самых сложных игр, которые мне приходилось писать. Некоторые сложные внутренние устройства должны были быстро запускаться на микросхеме 3.5Mhz. Это было трудно, но весело!»

### Портирование
Известные портигры на Amiga включают: DOS, Sega Mega Drive, Super NES, Game Boy, Acorn Archimedes, Atari ST и FM Towns. Версия на Amiga CD32 была отменена. Порты на Master System и Game Gear были завершены вместе с версией на Game Boy, но никогда не выпускались коммерчески.
Следующая игра в серии Lemmings после Lemmings 2 — All New World of Lemmings (1994), которая продолжает сюжетную линию с египетскими, теневыми и классическими племенами.

## Отзывы
| Иноязычные издания | Иноязычные издания |
| Издание            | Оценка             |
| ------------------ | ------------------ |
| EGM                | 7,8/10 (SNES)      |

Lemmings 2 не достигла такой же популярности как первая часть и была портирована на меньшее число платформ.
Игра была хорошо воспринята критиками, которые посчитали её лучше оригинальной игры. Брюс и Маргарет Хоуден из Compute! прокомментировали «Этот сиквел наполнен симпатичными, привлекательными новыми функциями, возможностями леммингов и сложностями новых сценариев». Computer Gaming World заявил, что Psygnosis сделали «первую ставку с этим продолжением … Lemmings 2 действительно в два раза больше, чем его предшественник», с «любовно спроектированными» головоломками и «восхитительными анимациями», и пришел к выводу, что это будет одна из «лучших покупок года».
Просмотрев версию игры на Genesis, GamePro прокомментировал, что сами элементы управления просты в использовании, но небольшой размер леммингов затрудняет контроль над ними с точностью. Тем не менее, они похвалили разнообразие и креативность дизайна уровня и различные манёвры лемминга, а также «очаровательную» личность игры и широкий диапазон трудностей, и дали ей общую рекомендацию. Они сделали аналогичные комментарии к версии Super NES и отметили, что игра «добавляет нелинейный сорт в смесь мультяшных мутантов». Пять рецензентов Electronic Gaming Monthly также были довольны, Майк Вейганд комментировал, «Эта игра добавляет некоторые интересные повороты (и графику) к стандартной теме Guide-the-Lemmings-to-safety, что делает её обязательной для ветеранов подобных игр».
В ретроспективном обзоре 2001 года Розмари Янг написал в Quandary, что «в Lemmings 2: Tribes будет трудно играть сейчас из-за своего возраста, но, на самом деле, игра почти не состарилась. Небольшая „плоская“ графика по-прежнему отлично подходит, и головоломки всё такие же дьявольские. Игра также хороша и по сравнению с более поздними играми серии Lemmings, такими как 3D Lemmings и Lemmings Revolution, даже если она не дает возможности сохраниться посредине уровня».
Lemmings 2 была названа лучшей аркадной игрой на Codie award в 1994 году.